# Tramway d'Eskişehir
Le tramway d'Eskişehir est le réseau de tramways de la ville d'Eskişehir, en Turquie. Ouvert en 2004, il compte actuellement sept lignes.

## Réseau actuel

### Aperçu général
Le réseau compte sept lignes (situation 2022) :
- 1 : Otogar - SSK (toutes les 13 minutes) ;
- 3 : Osmangazi Üniversitesi - SSK (toutes les 13 minutes) ;
- 4 : Osmangazi Üniversitesi - Otogar (toutes les 13 minutes) ;
- 13 : Kumlubel - Şehir Hastanesi (toutes les 13 minutes) ;
- 7 : Osmangazi Üniversitesi - Çankaya/Yenikent (toutes les 20 minutes) ;
- 8 : SSK - Batıkent (toutes les 18 minutes) ;
- 9 : SSK - Çamlıca (toutes les 18 minutes) ;
- 12 : 75 yıl- ÖGU.